# Iain Duncan Smith

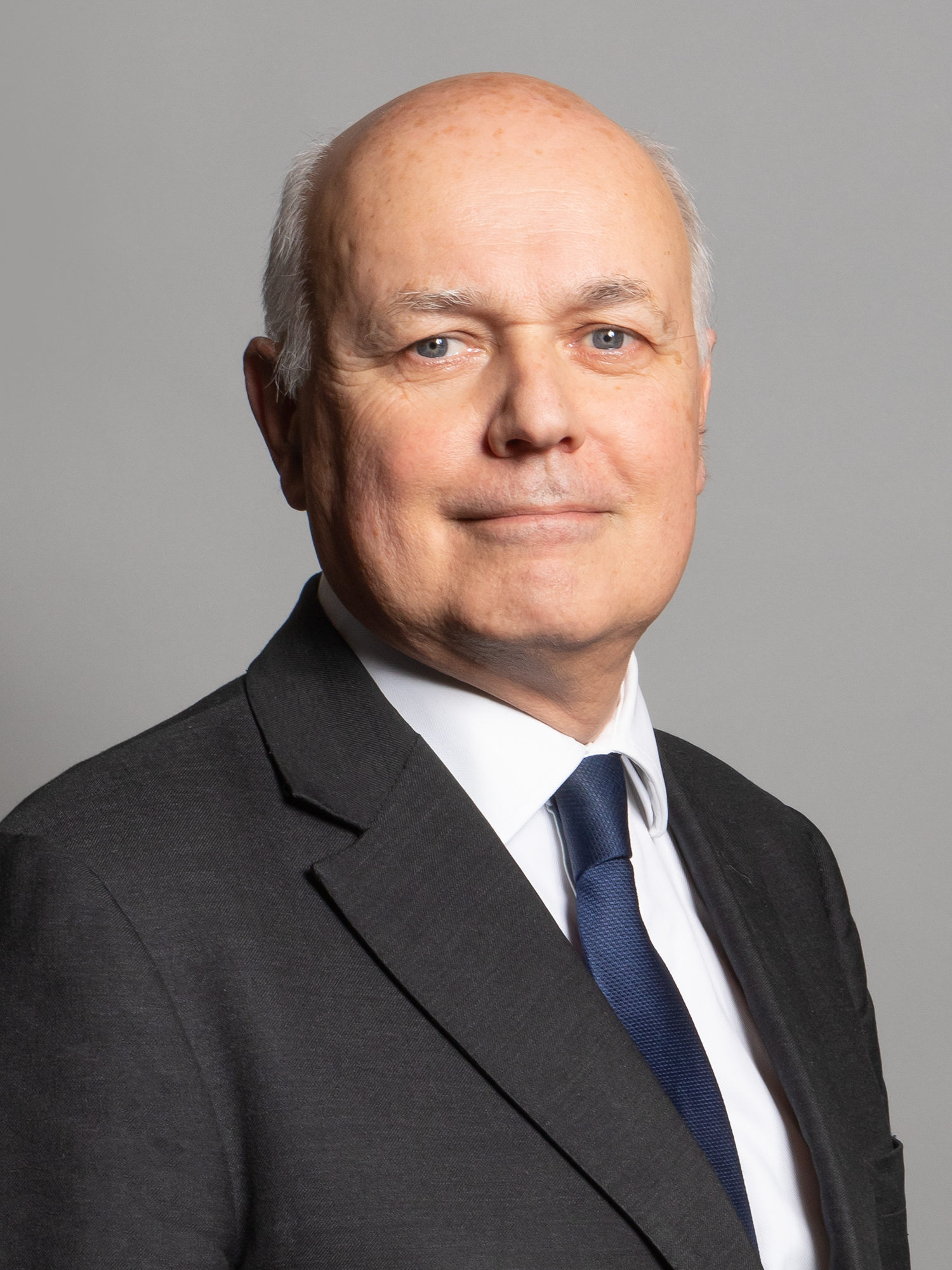
Iain Duncan Smith

Sir George Iain Duncan Smith (* 9. April 1954 in Edinburgh, Schottland) ist ein britischer Politiker. Er war von September 2001 bis November 2003 Parteiführer der britischen Conservative Party. Im Kabinett Cameron I war er seit Mai 2010 Minister für Arbeit und Pensionen. Am 18. März 2016 erklärte er seinen Rücktritt.

## Frühe Karriere
Duncan Smith nennt sich selbst Iain Duncan Smith; er ist allgemein auch unter dem Kürzel IDS bekannt. Er ist der Sohn des Royal-Air-Force-Captains W. G. G. Duncan Smith und dessen Frau Pamela, einer Balletttänzerin. Duncan Smith konvertierte als Teenager zum Katholizismus. Er durchlief eine Ausbildung auf dem Navy-Schulschiff HMS Conway vor der Insel Anglesey und besuchte die Elite-Militärakademie von Sandhurst. 1975 wurde er Mitglied der Scots Guards und diente in Rhodesien und in Nordirland. Nach seiner sechsjährigen Militärdienstzeit ging er 1981 zu General Electric und trat der Konservativen Partei bei. 1982 heiratete er Elizabeth Fremantle, eine Tochter des 5. Baron Cottesloe, mit der er 4 Kinder hat. 1987 trat er für die Konservativen als Kandidat für die Unterhauswahl im Wahlbezirk Bradford West an. 1992 errang er den Sitz für Chingford, wo er Nachfolger von Norman Tebbit wurde, der in den politischen Ruhestand ging. 1997 wurde sein Wahlkreis als Wahlkreis Chingford and Woodford Green neuorganisiert.

## Politischer Aufstieg
Duncan Smith, ein überzeugter Euroskeptiker, war mit seiner Haltung der konservativen, aber pro-europäischen Regierung von John Major (1992–1997) ein Dorn im Auge. Bis 1997 blieb Duncan Smith ein Hinterbänkler, wurde dann aber nach dem Machtwechsel, der im Mai 1997 Tony Blair an die Macht brachte, von William Hague in dessen Schattenkabinett aufgenommen. Als die Labour Party im Juni 2001 erneut die Wahl hoch gewann, trat Hague als Chef der Konservativen zurück; als sein Nachfolger wurde Duncan Smith am 12. September bestimmt, der sich damit gegen Kenneth Clarke durchsetzen konnte. Zunächst galt er als Außenseiter, erhielt allerdings die Unterstützung von Margaret Thatcher, sodass er dennoch eine gewisse Machtbasis innerhalb der Konservativen erlangen konnte. Wegen der unmittelbar vorangegangenen Anschläge in New York am 11. September 2001 wurde die Verkündung des Machtwechsels bei den Konservativen auf den 13. September verschoben.
Die Tatsache, dass Duncan Smith bekennender Katholik ist, hat im traditionell anglikanisch-protestantischen Großbritannien bei manchen die Perspektive einer zunehmenden Katholisierung in der politischen Klasse aufkommen lassen, da auch Charles Kennedy († 2015), der vormalige Chef der Liberaldemokraten, ein Katholik war, und auch Tony Blair, selbst ursprünglich Protestant, aber mit einer Katholikin verheiratet, später zum Katholizismus konvertierte. Juristisch gesehen ist es in Großbritannien durch den Catholic Relief Act von 1829 einem Katholiken untersagt, dem britischen Monarchen in Fragen der Postenbesetzungen in der Anglikanischen Kirche Rat zu erteilen – die Mitsprache in der Frage der Bischofseinsetzungen wäre aber eine der Aufgaben des britischen Premierministers, doch gilt das persönliche Bekenntnis eines Premierministers im heutigen weitgehend säkularisierten Großbritannien als kaum noch problematisch.

## Kritik und Misstrauensvotum
Trotz der Unterstützung durch Thatcher war Duncan Smith innerhalb der Konservativen wenig populär, da seine rhetorischen Fähigkeiten als mäßig galten. Der Satirezeitschrift Private Eye galt er als Iain Duncan Cough (der hüstelnde Iain Duncan); seine Loyalität und Ehrlichkeit standen aber außer Frage. Wahlerfolge für die Konservativen blieben indes aus. Während des Parteitags der Konservativen im Jahre 2002 sagte er, auf sich selbst bezogen, man solle nie einen stillen Menschen unterschätzen, doch erwartete man von einem konservativen Parteiführer eine aggressivere Opposition gegen die Blair-Regierung. Im November appellierte er mit dem Satz unite or die – haltet zusammen oder sterbt an die Einigkeit der Partei, in deren Reihen die Unterstützungsbereitschaft für ihn jedoch weiter erodierte. Bereits im Februar 2003 erschien im Independent die Meldung, dass mehrere Tory-Abgeordnete ein Misstrauensvotum gegen Duncan Smith in Betracht zögen. In der Öffentlichkeit sanken seine Beliebtheitswerte und er wurde eine Zielscheibe satirischer Programme. Schließlich kam es am 29. Oktober zum erwarteten Misstrauensvotum durch die konservativen Abgeordneten, 90 stimmten gegen ihn, 75 für ihn. Daraufhin trat er als Parteiführer zurück. Nachfolger wurde schließlich Michael Howard (* 1941).

## Nach 2003
Nach seinem Rücktritt rief er das Centre for Social Justice ins Leben, das sich vor allem mit Problemen rund um die britischen Innenstädte beschäftigt. Als Unterhausabgeordneter wurde er 2005 in seinem Wahlkreis mit klarer Mehrheit wiedergewählt. Außerdem verfasste er einen Thriller-Roman, The Devil's Tune.

## Tätigkeit als Minister für Arbeit und Pensionen
Mai 2010 wurde Smith Minister für Arbeit und Pensionen im Kabinett Cameron I und setzte sich in dieser Funktion unter anderem für eine Reduzierung des britischen Sozialstaats ein. Im April 2013 erhielt Smith internationale Aufmerksamkeit, als er in einem Interview im Radiosender BBC die Kürzung der Sozialhilfe in Großbritannien mit dem Argument verteidigte, er könne dauerhaft von 53 £ pro Woche leben, woraufhin in Großbritannien eine Online-Petition gestartet wurde, die Smith dazu aufforderte, ein Jahr lang auf 97 % seines Beamtengehalts zu verzichten und in dieser Zeit von 53 £ pro Woche zu leben.
In der Diskussion um den weiteren Verbleib des Vereinigten Königreichs in der Europäischen Union gehörte Smith zu der Minderheit der Minister im Kabinett Cameron II, die einen „Brexit“, d. h. den EU-Austritt befürworteten. Er warf den Anhängern der EU-Mitgliedschaft vor, das Vereinigte Königreich künstlich kleinreden zu wollen, und nannte am 28. Februar 2016 die Perspektive eines EU-Austritts „a stride into the light“ („ein Schritt ins Licht“) in Anspielung auf die Bemerkung des Premierministers, dies sei ein „Sprung ins Ungewisse“ („a leap in the dark“).

## Rücktritt im März 2016 und folgende Zeit
Am 18. März 2016 erklärte Smith seinen Rücktritt vom Ministeramt. Er begründete dies mit den vom Kabinett beschlossenen bevorstehenden Kürzungen bei Sozialleistungen für Behinderte, die etwa 600.000 Personen betreffen. Er könne diese Kürzungen angesichts eines Haushalts, der den Besserverdienenden zugute komme („…benefits higher earning taxpayers“), nicht gegenüber der Öffentlichkeit rechtfertigen. Sein Nachfolger als Arbeitsminister wurde der bisherige Minister für Wales Stephen Crabb.
Während der Debatte um die Nachfolge David Camerons sprach sich Smith engagiert für Andrea Leadsom und gegen Theresa May aus.